# Nýtovačka Rosie

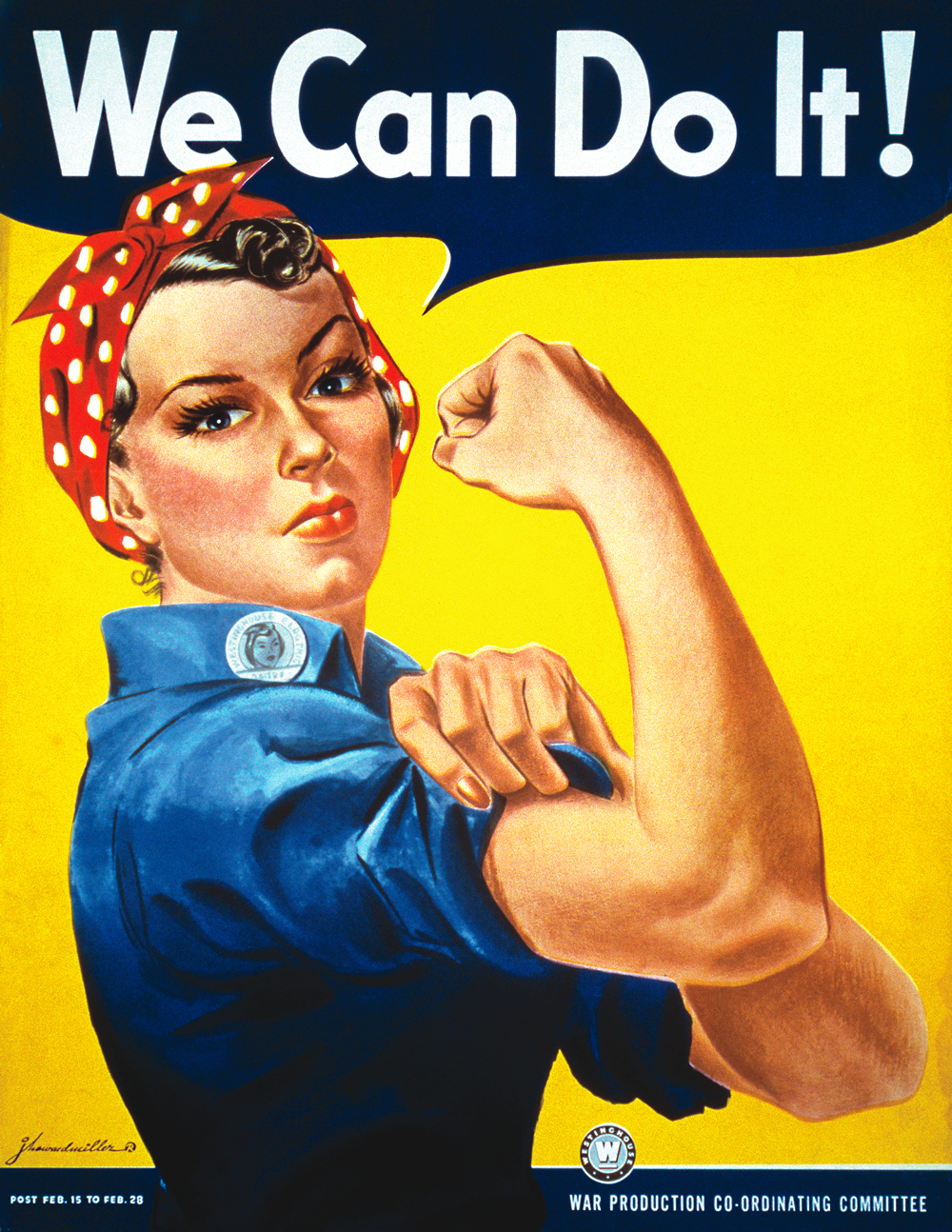
Nejznámější podoby Nýtovačky Rosie

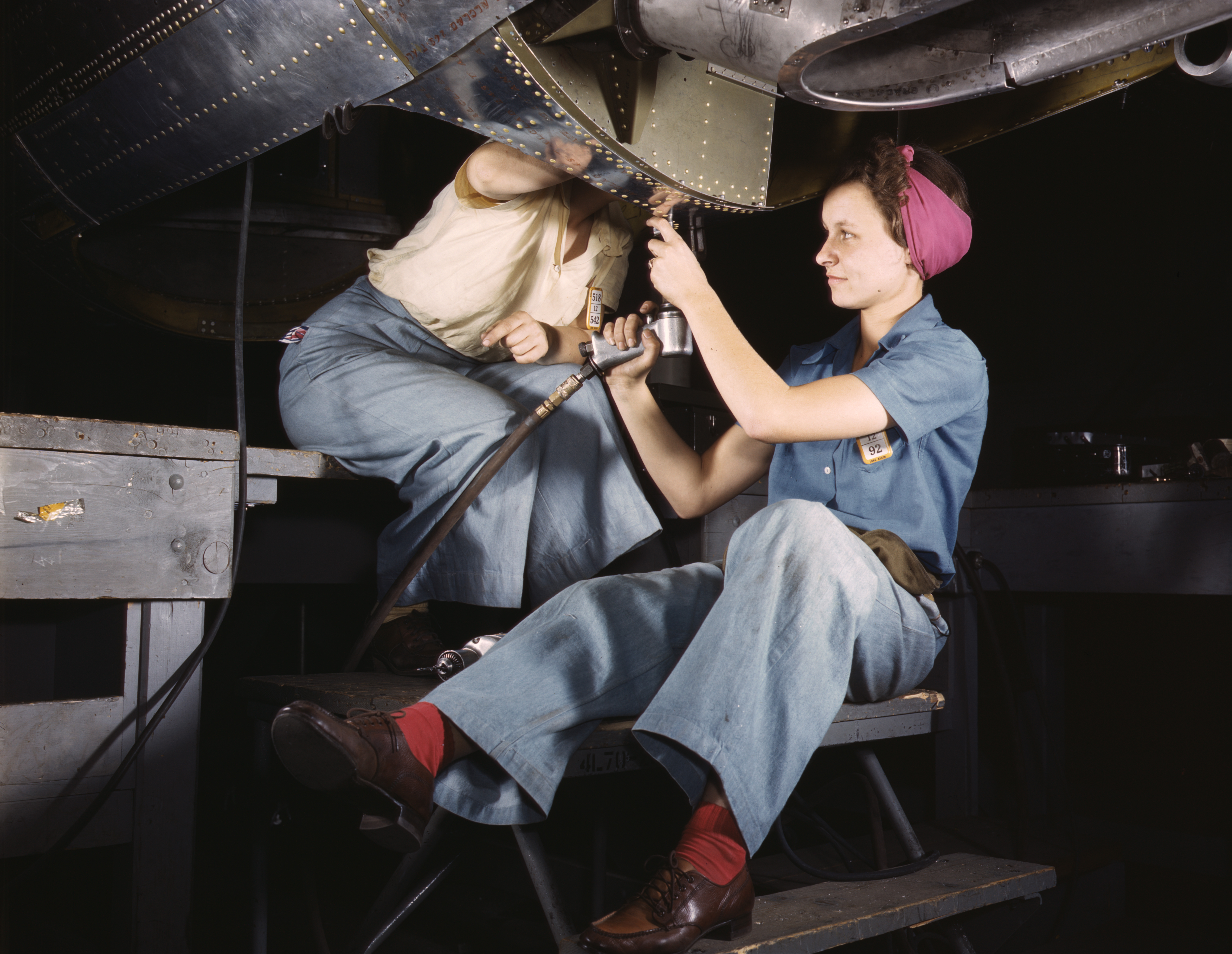
Jedna ze skutečných "Rosies" v továrně Douglas Aircraft

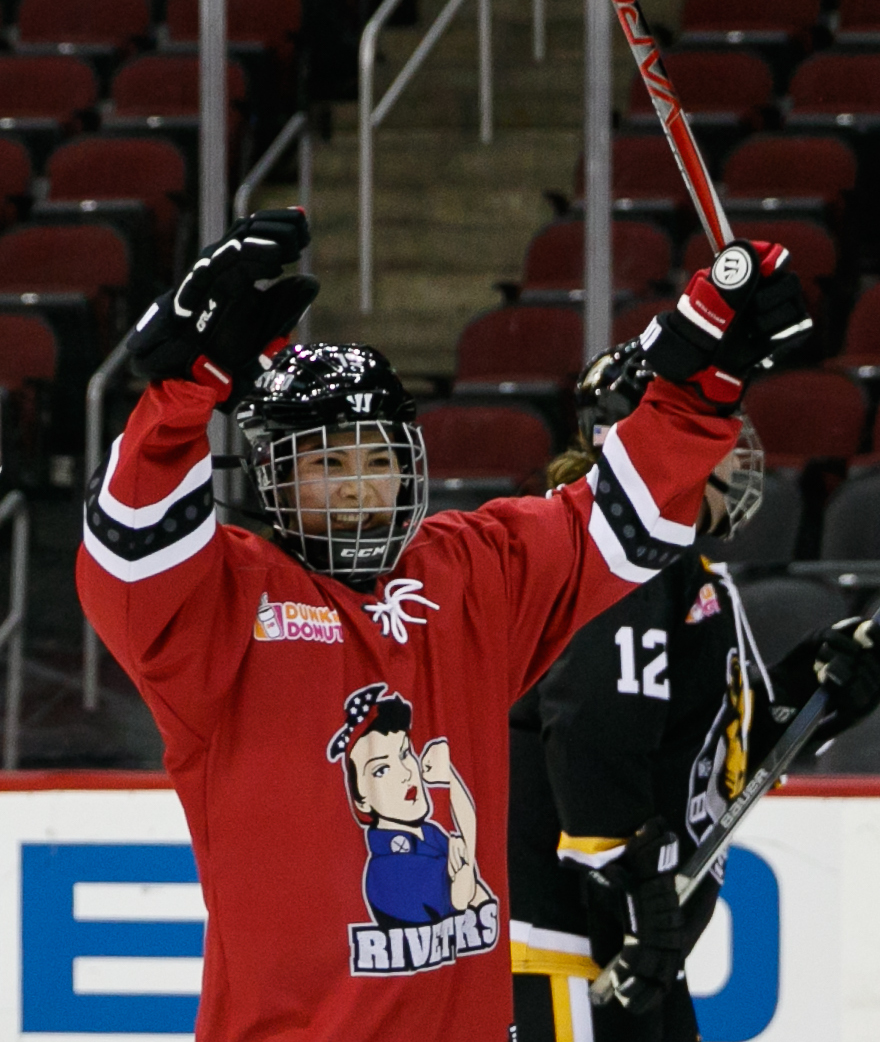
Rosie na dresu Metropolitan Riveters

Nýtovačka Rosie (anglicky Rosie the Riveter) je americká kulturní ikona. Jde o zobrazení odhodlané a sebevědomé ženy-dělnice, přičemž verze s dívkou, která si vyhrnuje rukáv, je zdaleka nejznámější.

## Vznik a význam
Původ této ikony je dobře znám - pochází z americké státní propagandy během druhé světové války. Tehdy byli muži hromadně povoláni do zbraně a továrny trpěly nouzí o zaměstnance, což byl zejména v továrnách na munici a zbraně strategický problém. Stát se rozhodl, že přiměje ženy, které byly v té době povětšinou v domácnosti nebo v kancelářských profesích, aby muže v továrnách nahradily. Cílem propagandy bylo ujistit ženy, že na to mají a zároveň jim zdůraznit, že vzít na sebe takový úkol je v situaci války vlastenecký čin. Propaganda byla také namířena na muže, v zázemí i na frontě, z nichž mnozí nebyli ochotni podporovat zaměstnávání svých manželek. Odhaduje se, že se takto v USA podařilo mobilizovat šest až osm milionů žen. Bylo mezi nimi i hodně černošských žen a podle některých badatelů právě až zkušenost společné práce za druhé světové války prolomila rasové bariéry v americké společnosti.
Nejznámější plakát s "Nýtovačkou Rosie" byl doplněn textem We Can Do It! (Umíme to!). Podobné symboly se objevily ve stejné době i jinde (Británie, Austrálie, v Kanadě to byla Veronica Fosterová neboli Ronnie, the Bren Gun Girl). Nicméně americký symbol se stal kulturně nejvlivnější a po válce ho za svůj přijal americký feminismus s tím, že poněkud pozměnil význam symbolu.
Postava Nýtovačky Rosie se prvně objevila v písni Redda Evanse a Johna Jacoba Loeba z roku 1942. Nejznámější verzi písně nazpíval Kay Kyser. Nejslavnější podobu Rosie dal J. Howard Miller v roce 1943, přičemž plakát We Can Do It vytvořil pro Westinghouse Electric Company. V roce 1944 vznikl hollywoodský film Rosie the Riveter. Po konci války se vláda rozhodla zahájit novou kampaň vyzývající ženy k "návratu k normálu", k "hospodyňce Rosie". Nicméně tato kampaň měla mnohem menší úspěch, byť k částečnému návratu žen do domácností došlo - procento pracujících žen kleslo z 36 % na 28 % v roce 1947. Nicméně pro miliony amerických žen neměla válečná zkušenost charakter "vybočení z normálu", ale získaly díky ní sebevědomí a pocit nezávislosti, o který již nechtěly přijít. Právě toho využil feminismus, když si válečný symbol přivlastnil.
Uchovala se také identita válečných pracovnic, které sami sebe běžně nazývaly "Rosies". Senát Spojených států schválil 21. březen jako národní den Rosie the Riveter.
Citace Nýtovačky Rosie v americké i světové kultuře jsou bezpočetné (např. klip Pink Raise Your Glass z roku 2010, klip Katy Perry Woman's World z roku 2024, ženský hokejový klub Metropolitan Riveters z New Jersey byl pojmenován k poctě Rosie a měl ji i ve svém znaku atp.)